# Lázaro Cárdenas (Tlaxcala)
Lázaro Cárdenas es una localidad del estado mexicano de Tlaxcala. Es cabecera del municipio de Lázaro Cárdenas.

## Demografía
| Censo | Población |
| ----- | --------- |
| 1995  | 1872      |
| 2000  | 2070      |
| 2005  | 2212      |
| 2010  | 2389      |
| 2020  | 3117      |